# Cabo Buen Tiempo
Cabo Buen Tiempo är en udde i Argentina.   Den ligger i provinsen Santa Cruz, i den södra delen av landet, 2 100 km sydväst om huvudstaden Buenos Aires.
Terrängen inåt land är platt. Havet är nära Cabo Buen Tiempo åt sydost. Trakten är glest befolkad. Det finns inga samhällen i närheten. 